# Прозоровский, Дмитрий Викторович
Дмитрий Викторович Прозоровский — советский хозяйственный, государственный и политический деятель, Герой Социалистического Труда.

## Биография
Родился в 1923 году в деревне Марково. Член КПСС.
Участник Великой Отечественной войны, рядовой боец, командир отделения в пехоте, в частях НКВД, в отделе контрразведки «СМЕРШ». С 1945 года — на хозяйственной, общественной и политической работе. В 1945—2002 гг. — начальник административно-хозяйственной части в Ивановской области, военрук Николо-Дорской начальной школы, мастер, прораб, диспетчер, старший инженер-диспетчер, начальник монтажного участка в тресте «Центроэнергомонтаж», начальник участка управления, начальник управления строительства Нововоронежской атомной электростанции Министерства энергетики и электрификации СССР, юрисконсульт Автотранспортного предприятия Управления строительства Нововоронежской АЭС, председатель городского совета ветеранов войны и труда города Нововоронежа.
Указом Президиума Верховного Совета СССР от 31 марта 1981 года присвоено звание Героя Социалистического Труда с вручением ордена Ленина и золотой медали «Серп и Молот».
За разработку, сооружение и освоение Нововоронежской атомной электростанции был в составе коллектива удостоен Государственной премии СССР в области науки и техники 1967 года.
Умер в Нововоронеже в 2002 году.